# Mansfield Hurtig
Karl Adolf Mansfield Hurtig, född 18 februari 1900 i Stockholm, död 4 augusti 1973 i Norrköping, var en svensk-finländsk frikyrkoledare.
Mansfield Hurtig var son till Karl Hurtig. Han blev filosofie kandidat vid Uppsala universitet 1921, avlade teologie preliminärexamen i Åbo 1927 och tjänstgjorde 1923–1943 som pastor i metodistförsamlingen i Helsingfors. Hurtig var föreståndare för Metodistkyrkans svenska bokförlag i Helsingfors 1930–1943, pastor i metodistförsamlingen i Linköping 1943–1946 och vid metodistförsamlingen i Malmö från 1946. Han utgav ett flertal andaktsböcker.